# Lavaggi LS1
Chronologie des modèles
La Lavaggi LS1 est une voiture de course homologuée pour courir dans la catégorie des Le Mans Prototypes de l'Automobile Club de l'Ouest.

## Aspects techniques
Elle est motorisée par un moteur V8 atmosphérique de 4 000 cm3 de la société Advanced Engine Research.

## Histoire en compétition
Elle est présentée à la presse et aux public à l'occasion des 1 000 kilomètres du Nüburgring 2006,,.
Elle entre pour la première fois en compétition lors des 1 000 kilomètres de Jarama 2006.